# مس اوسنات
مس اوسنات (انگلیسی: Copper usnate) نمک مس اسید اوسنیک است که به عنوان یک داروی ضد میکروبی به کار می‌رود.